# Chùa Vũ Thạch
Chùa Vũ Thạch Tên chùa là Vũ Thạch, gọi theo tên làng Vũ Thạch, nơi có ngôi trường danh tiếng xưa và ông giáo làng Vũ Thạch là Nguyễn Huy Đức (1824 - 1898) nổi tiếng phẩm hạnh, đào tạo được nhiều môn sinh tài đức trên đất Thăng Long. Kiến trúc chùa có mặt bằng hình chuôi vồ, tượng Phật đầy đủ theo hệ thống. Năm 1986, chùa cùng với cụm di tích của mình đã được Bộ Văn hóa và Thông tin xếp hạng di tích kiến trúc nghệ thuật.
Mở hội vào ngày 10/02 và 15/10 Âm lịch hàng năm. Trong ngày lễ hội bao giờ cũng có một đoàn khách của làng Xuân Đỗ (Hạ) đến cùng tham gia. Tục lễ dân thần của đền gồm có mâm xôi, gà trống. Sau lễ thì có các trò như tổ tôm, hát ca trù, hát văn, biểu diễn võ dân tộc.

## Chùa Vũ Thạch
Tương truyền, chùa này ở bên hồ tả Vọng từ lâu đời. Tả Vọng là một phần Hồ Hoàn Kiếm. Chùa đã được trùng tu nhiều lần.
Chùa nằm ở 13B phố Bà Triệu, phường Tràng Tiền, quận Hoàn Kiếm, Hà Nội.
Chùa Vũ Thạch tương truyền được khởi dựng từ đời nhà Lý, được xây dựng theo kiểu chuôi vồ. Theo văn bia trùng tu chùa vào năm Tự Đức thứ 10, chùa còn có tên Quang Minh Tự. Chùa chủ yếu thờ Phật, ngoài ra còn thờ Mẫu, thờ các sư tổ của chùa qua nhiều năm trụ trì đã viên tịch. Chùa thực ra có tên chữ Hán là Quang Minh tự
Ở cả ba nơi thờ đều còn những câu đối, hoành phi hay như:
Thượng đế uỷ thần quyền chẩm đãi sơn hà duy bả ác
Hạ dân triêm đức trạch, chấm lăng phong vũ ngưỡng bình mông''
Dịch nghĩa:
Thượng đế đã trao quyền, một giải non sông gìn giữ
Dân lành mang ơn đức, ngàn trùng mưa gió chở che
Hay
Thánh đức nguy nhiên cao Bắc đẩu
Thần công hách nhĩ chấn Nam thiên''
Dịch nghĩa:
Thánh đức cao vời như Bắc đẩu
Thần công chói lọi cả trời Nam
Hoặc:
Dữ Phật vi lân, tuệ chúc quang khai thành bất dạ
Đại thiên hành hoá, đức phong phổ biến hải vô ba''
Dịch nghĩa:
Với Phật ở trên, đuốc rực hào quang đêm toả sáng
Thay trời giữ đạo, quạt mầu gió thuận biển bình yên
Và các bức đại tự:
- Đức hợp vô cương (Đức lớn không bờ bến)
- Vạn dân hoá dục (nuôi dạy muôn dân)
- Tứ hải bình mông (che chở bốn biển)
- Thánh tức Thiên (Thánh tức trời)

## Cao Tăng Trụ Trì
- Thiền Sư Thích Thanh Tường ( 1858 - ?) , thế danh Đinh Xuân Lạc , năm 1936 khi Tổ Vĩnh Nghiêm Thiền Gia Pháp chủ Thích Thanh Hanh viên tịch sư được thỉnh lên làm Thiền Gia Pháp chủ khi 78 tuổi . Sư là nhân vật quan trọng trong cuộc chấn hưng Phật giáo Việt Nam đầu thế kỷ 20 . Nơi đây còn một vị tổ nữa là Ni trưởng Thích Đàm Thuận (1930 – 2001),thế danh Tiết Thị Kim sinh tại 60 phố Hàng Dầu- Nam Định trong một gia đình bốc thuốc Bắc cứu dân. Mười một tuổi bé Kim đi tu ở chùa Cầu (Bắc Giang) thuộc sơn môn Vĩnh Nghiêm. Năm 1945 về Hà Nội học Pháp, hành Pháp tại chùa Vân Hồ, Bà Đá- Hà Nội. Năm 1957 trụ trì chùa Vũ Thạch hoang vắng. Một đời tu thanh tịnh, qua bốn cuộc chiến tranh, dân nghèo khổ, loạn lạc, chết, chia lìa, chùa hoang vu, đổ vỡ, ni sư Thích Đàm Thuận tinh tấn học và hành Phật Pháp, tài trí, thông minh, nhanh nhẹn, vừa khuyến Phật tử tu vừa lập tổ hợp tác làm thủ công mỹ nghệ, đan tre, đan len, mành trúc, thêu may... để có tiền sống và sắm hoa đăng, oản quả, bảo tồn chùa Vũ Thạch. Năm 1995 xây lại ngôi Tam Bảo, Điện thờ Mẫu, nhà Tổ khang trang, huy hoàng bên Hồ Gươm. Chùa Vũ Thạch vẫn giữ được giá trị ngôi chùa làng Việt cổ thờ Tổ Tiên, Thánh, Mẫu, Thần, Phật.

Vũ Thạch huy hoàng vạn thế linh.

## Đình Vũ Thạch
Đình Vũ Thạch là nơi thờ Khỏa Ba Sơn, tướng của Hai Bà Trưng. Theo các thần phả còn ghi lại, Khoả Ba Sơn vốn là người gốc châu Ái được hai bà cử tới ấp Hoa Động, nay thuộc xã Cự Khối, Gia Lâm, Hà Nội lập một đồn giả để lừa quân Hán, nhờ đó mà đánh bại được Tô Định. Sau khi lên ngôi, Hai Bà Trưng cho ông trở về đóng đồn tại ấp Hoa Động, song ông đã hoá ngay giữa tiệc khao thưởng dân làng (nơi thờ chính của ông hiện là làng Xuân Đỗ, xã Cự Khối, Gia Lâm).
Ngày nay nơi thờ chính của ông là làng Xuân Đỗ, xã Cự Khối, huyện Gia Lâm. Tại đây có cuốn Thánh tích ngọc phả ghi rất rõ về gốc tích và công trạng của Khoả Ba Sơn.
Ngọc phả có niên đại là "tháng trọng thu niên hiệu Vĩnh Hựu thứ 6 (1740)" cho biết ông Khoả được Trưng Vương phong làm Tiền đạo Ngộ Lộ tướng quân, cấp cho hơn 500 quân để phòng giữ hai đạo Đông - Bắc.
Sau khi ông hoá, dân làng Hoa Động thờ cúng và các triều sau đều có sắc phong.
Đặc biệt, ở đình có tượng thần Khoả Ba Sơn cùng 30 ngai thờ sơn son thếp vàng trong đó 5 ngai lơn được chạm trổ rất công phu. Đình còn giữ được cả kiệu bát cống, bốn đôi lọ độc bình men trắng vẽ lam có niên hiệu đời Thanh.

## Đền Vũ Thạch
Đền Vũ Thạch thờ Mẫu Liễu Hạnh và các mẫu khác trong tín ngưỡng dân gian. Sự tích về các bà Mẫu đã được nhiều sách ghi chép.

## Lịch sử
Đình, đền, chùa Vũ Thạch là di tích duy nhất của khu vực quanh hồ Hoàn Kiếm may mắn thoát khỏi sự phá huỷ vào cuối thế kỉ XIX, đầu thế kỉ XX khi thực dân Pháp phá bỏ phố cũ và cho xây nhiều công sở và phố Tây. Cụm di tích đã được trùng tu, sửa chữa nhiều lần qua các năm: Tự Đức thứ 35 (1882), Thành Thái thứ 3 (1891) và Khải Định thứ 9 (1924). Hiện còn bảo lưu được một hệ thống các di vật quý: hương án, khám thờ, sập thờ, câu đối, sắc phong, thần phả... Đặc biệt, ở đình Vũ Thạch còn có tượng thần Khỏa Ba Sơn cùng 30 ngai thờ sơn son thiếp vàng, trong đó 5 ngai lớn được chạm trổ rất công phu. Đình còn giữ được cả kiệu bát cống, bốn đôi lọ lộc bình men trắng vẽ lam có niên hiệu đời Thanh. Đồng thời, nơi đây hiện còn lưu giữ 5 sắc phong của các vua triều đại nhà Nguyễn như một sắc phong của Vua Gia Long năm 1802, hai sắc phong của Vua Tự Đức năm 1852 và 1879, một sắc phong của Vua Đồng Khánh năm 1886, một sắc phong của Vua Thành Thái năm 1889. Các sắc phong đều thể hiện sự kính trọng đối với danh tướng Khỏa Ba Sơn.
Để tưởng nhớ công ơn vị thần này, đình, đền Vũ Thạch vẫn mở hội vào ngày 10/2 và 15/10 Âm lịch hàng năm. Trong ngày lễ hội bao giờ cũng có một đoàn của làng Xuân Đỗ (Hạ) đến cùng tham gia. Lễ hội có rất nhiều trò chơi dân gian truyền thống như hát ca trù, hát văn, biểu diễn võ dân tộc.
Di tích đình, đền, chùa Vũ Thạch là một điểm nhấn trong tổng thể kiến trúc tôn giáo của dân làng Vũ Thạch xưa và đã được Bộ Văn hóa Thông tin xếp hạng di tích kiến trúc nghệ thuật năm 1986. Cùng với các giá trị văn hóa cũ, ngôi đình Vũ Thạch cũng từng là nơi đặt hòm phiếu bầu Quốc hội khoá 1 (6/1/1946) và là nơi đóng quân cửa Tự vệ thành Hà Nội trong 60 ngày kháng chiến cuối năm 1946 đầu năm 1947. Năm 1995, phường Tràng Tiền đã tiến hành dựng Bia tượng niệm 77 anh hùng liệt sĩ là công dân của phường.
Sự tồn tại của di tích Vũ Thạch không chỉ là một vật chứng lịch sử về một ngôi làng cổ quanh kinh thành Thăng Long mà còn là một mốc ghi nhận truyền thống văn hóa của vùng đất Hoàn Kiếm từ lâu đã trở thành đệ nhất danh thắng của Thủ đô ngàn năm văn hiến.
Đã từng là nơi đặt hòm phiếu bầu Quốc hội khoá 1 (06/01/1946).
Là nơi đóng quân cửa Tự vệ thành Hà Nội trong 60 ngày kháng chiến cuối năm 1946 đầu năm 1947.
Năm 1993, chùa được đại tu nhưng đã làm mất đi vẻ cổ kính của một ngôi chùa cổ.